# Piareersarfik
Piareersarfik er det kommunale vejlednings- og opkvalificeringsscenter i Grønland.
Piareersarfik har generel information om uddannelses- og arbejdsmuligheder, og hvis borgere har brug for hjælp og vejledning til at komme i enten uddannelse eller lønarbejde, kan de henvende sig i deres lokale Piareersarfik. Der er Piareersarfik i alle grønlandske byer.
I Piareersarfik kan borgere få gode råd til jobansøgning eller få hjælp til at udfylde ansøgningsskemaer til uddannelse. Piareersarfik tilbyder også opkvalificerende kurser i grønlandsk, engelsk, dansk og matematik. Fag, der kan give borgere mulighed for videreuddannelse.